# Urbana Gorup
Urbana Gorup, slovenska redovnica, 7. januar 1890, Tomaj, † 9. oktober 1968, Trst.

## Življenje in delo
Urbana Gorup, pri krstu Viktorija, se je rodila v družini gostilničarja Jožefa in gospodinje Ane Gorup rojene Jerman. Ljudsko šolo je obiskovala pri šolskih sestrah v Tomaju, učiteljišče pa v Mariboru, kjer je julija 1910 tudi maturirala, 15. avgusta pa sprejela redovno obleko. Poučevala je v Mariboru, Tomaju, Splitu, Mostarju, Imotskem in Velikovcu. V šolskih letih 1918-1921 je v Mariboru poučevala srbohrvaščino. Ko je po prvi svetovni vojni Julijsko krajino zasedla Italija, je šolska oblast zahtevala, da pridejo v Tomaj učit samo sestre z italijanskim državljanstvom. Gorupova je v Tomaju septembra 1922 postala pri šolskih sestrah voditeljice osnovne šole. Leta 1923 na vrhovnem kapitlju šolskih sester so v Mariboru ustanovili nove province. Na tem kapitlju je bila ustanovljena tudi tomajska provinca sv. Petra in Pavla, prva predstojnica pa je postala sestra Urbana Gorup. Tomajske šolske sestre so pod njenim vodstvom ustanovile podružnice v Kairu, Beli peči in Dolini. Leta 1935 je bila imenovana za vikarico in zastopnico tomajskih šolskih sester v zunanjih zadevah province. Med drugo svetovno vojno je požrtvovalno pomagala internirancem, ki so trpeli in umirali v taborišču na Rabu. Po vojni se je vrnila v Tomaj, ko pa je leta 1947 Tomaj pripadel Jugoslaviji je odšla v Gorico ter nato v Trst. Tu je v ulici delle Docce zgradila nov zavod. Leta 1956 je bila prestavljena v nazaj v Gorico in 1957 Belo peč. Zaradi bolezni se je leta 1967 vrnila v Trst, kjer je naslednje leto umrla.